# Наркевич, Софья Куприяновна
Софья Куприяновна Наркевич, в девичестве — Павлович (бел. Соф'я Купрыянаўна Наркевіч; 28 августа 1928, Узляны, Узлянский сельсовет — 6 июля 2009, Узляны, Минская область) — советский животновод, свинарка колхоза имени Куйбышева Пуховичского района Минской области, Герой Социалистического Труда (1966).

## Биография
С 1948 года свинарка колхоза имени Куйбышева в деревне Узляны.
Указом Президиума Верховного Совета СССР от 22 марта 1966 года за успехи в развитии животноводства удостоена звания Героя Социалистического Труда с вручением ордена Ленина и золотой медали «Серп и Молот».
Депутат Верховного Совета БССР (1963—1967).